# Софроній Мигалевич
Софроній (Олександр Мигалевич; кінець XVII століття — після 1751) — український освітній та релігійний діяч в добу Гетьманщини, ректор Московської слов'яно-греко-латинської академії, архімандрит Гамаліївського Різдвобогородицького Харлампіївського монастиря.

## Біографія
Софроній Мигалевич вищу освіту здобув у Києво-Могилянській академії (на початку XVIII ст.), де залишився працювати викладачем граматики й синтаксими.
У 1722 році разом з трьома іншими викладачами КМА, Г. Копцевичем, I. Копецьким та Я. Рудзинським, Мигалевича викликано указом синоду до Москви на прохання ректора Московської слов'яно-греко-латинської академії Т. Лопатинського. Змушений був емігрувати в Московію.
Викладав риторику (з 1722), з 1730 — професор богослов'я. 3 1727 — префект, у 1731–1732 роках — ректор i одночасно архімандрит Московського Заіконоспаського монастиря. Будучи ректором Московської слов'яно-греко-латинської академії, Мигалевич, у свою чергу, звертався до синоду з проханням присилати високопрофесійних викладачів з КМА. Дбав про освіту церковних служителів. Звернув увагу синоду на те, що священики i диякони віддають своїх дітей до світських шкіл. Синод заборонив священицьким дітям переходити в світське звання.
У 1732 Мигалевича звільнено з посади ректора у зв'язку з причетністю до полеміки, спричиненої публікацією книги Стефана Яворського «Камінь віри» (1730). У 1733 переведено до Олександро-Невського монастиря (Санкт-Петербург). Невдовзі повернувся в Україну й оселився у Київському Видубицькому монастирі, де жив протягом 1736–1738 років.
У 1738 призначено архімандритом Гамаліївського Різдвобогородицького Харлампіївського монастиря Чернігівської єпархії. У 1738 поряд з іншими відомими духовними особами працював у складі комісії з приводу Очаківського походу.